# NGC 6651
NGC 6651 é uma galáxia espiral (Sbc) localizada na direcção da constelação de Draco. Possui uma declinação de +71° 36' 08" e uma ascensão recta de 18 horas, 24 minutos e 19,7 segundos.
A galáxia NGC 6651 foi descoberta em 18 de Junho de 1884 por Lewis A. Swift.